# Нонагидридоренат(VII) натрия
Нонагидридоренат(VII) натрия — неорганическое соединение, комплексный гидрид металлов натрия и рения с формулой Na2[ReH9], бесцветные (белые) кристаллы, растворимые в холодной воде, окисляется кислородом воздуха.

## Получение
- При восстановлении перрената аммония натрием в этаноле:

{\displaystyle {\mathsf {NH_{4}ReO_{4}+18Na+13C_{2}H_{5}OH\ {\xrightarrow {}}\ Na_{2}[ReH_{9}]\downarrow +13C_{2}H_{5}ONa+3NaOH+NH_{3}\cdot H_{2}O}}}

## Физические свойства
Нонагидридоренат(VII) натрия образует бесцветные (белые) кристаллы, хорошо растворимые в холодной воде, реагирует с горячей, окисляется кислородом воздуха.

## Химические свойства
- Разлагается при нагревании:

{\displaystyle {\mathsf {2Na_{2}[ReH_{9}]\ {\xrightarrow {245^{o}C}}\ 4NaH+2Re+7H_{2}}}}
- Реагирует с горячей водой:

{\displaystyle {\mathsf {Na_{2}[ReH_{9}]+5H_{2}O\ {\xrightarrow {100^{o}C}}\ NaReO_{4}+NaOH+9H_{2}}}}
- Реагирует с разбавленными кислотами:

{\displaystyle {\mathsf {2Na_{2}[ReH_{9}]+4HCl\ {\xrightarrow {}}\ 4NaCl+2Re\downarrow +11H_{2}\uparrow }}}
- Реагирует с горячей азотной кислотой:

{\displaystyle {\mathsf {4Na_{2}[ReH_{9}]+22HNO_{3}\ {\xrightarrow {100^{o}C}}\ 4NaReO_{4}+9NH_{4}NO_{3}+4NaNO_{3}+11H_{2}O}}}
- Реагирует с горячей концентрированной перекисью водорода:

{\displaystyle {\mathsf {Na_{2}[ReH_{9}]+9H_{2}O_{2}\ {\xrightarrow {100^{o}C}}\ NaReO_{4}+NaOH+13H_{2}O}}}
- Окисляется кислородом воздуха:

{\displaystyle {\mathsf {4Na_{2}[ReH_{9}]+11O_{2}\ {\xrightarrow {\tau }}\ 4Re+8NaOH+14H_{2}O}}}